# Sierosławice (Petite-Pologne)
Pour les articles homonymes, voir Sierosławice.
Sierosławice est une localité polonaise de la gmina de Nowe Brzesko, située dans le powiat de Proszowice en voïvodie de Petite-Pologne.